# Division nationale (Schach) 2016/17
Die Division nationale (Schach) 2016/17 ist die höchste Spielklasse der luxemburgischen Mannschaftsmeisterschaft im Schach.
Meister wurde Gambit Bonnevoie, während sich der Titelverteidiger De Sprénger Echternach mit dem dritten Platz begnügen musste. Aus der Promotion d'honneur war der Schachklub Turm a Sprénger Matt Schëffleng aufgestiegen, der den Klassenerhalt erreicht, absteigen mussten hingegen Esch Rochade Reine sowie die Mannschaft von Luxembourg 1915, die wegen Aufstellungsfehlern nach der Vorrunde disqualifiziert wurde.
Zu den gemeldeten Mannschaftskadern siehe Mannschaftskader der Division nationale (Schach) 2016/17.

## Modus
Das Turnier war unterteilt in eine Vorrunde und eine Endrunde. Die acht teilnehmenden Mannschaften spielen zunächst ein einfaches Rundenturnier. Die ersten Vier spielten im Poule Haute um den Titel. Im Poule Basse sollten die letzten Vier gegen den Abstieg spielen, durch die Disqualifikation von Luxembourg 1915 spielten dort nur noch drei Mannschaften. Über die Platzierung entschied zunächst die Summe der Mannschaftspunkte (2 Punkte für einen Sieg, 1 Punkt für ein Unentschieden, 0 Punkte für eine Niederlage), danach der direkte Vergleich und anschließend die Zahl der Brettpunkte (3 Punkte für einen Sieg, 2 Punkte für ein Remis, 1 Punkt für eine Niederlage, 0 Punkte für einen kampflose Niederlage). Für die Endplatzierung wurden sowohl die Punkte aus der Vorrunde als auch die Punkte aus der Endrunde berücksichtigt.

## Spieltermine
Die Wettkämpfe wurden ausgetragen am 25. September, 9. und 23. Oktober, 20. November, 11. Dezember 2016, 15. Januar, 5. Februar, 5. und 19. März sowie 2. April 2017. Die letzte Runde fand zentral in Ellingen statt, die übrigen dezentral bei den beteiligten Vereinen.

## Vorrunde

### Tabelle
| Pl. | Verein                                         | Sp | G | U | V | MP   | Brett-P. |
| --- | ---------------------------------------------- | -- | - | - | - | ---- | -------- |
| 01. | Gambit Bonnevoie                               | 7  | 7 | 0 | 0 | 14:0 | 144      |
| 02. | The Smashing Pawns Bieles                      | 7  | 6 | 0 | 1 | 12:2 | 137      |
| 03. | De Sprénger Echternach (M)                     | 7  | 5 | 0 | 2 | 10:4 | 126      |
| 04. | Cercle d'échecs Dudelange                      | 7  | 2 | 2 | 3 | 6:8  | 108      |
| 05. | Luxembourg 1915                                | 7  | 2 | 1 | 4 | 5:9  | 93       |
| 06. | Le Cavalier Differdange                        | 7  | 2 | 0 | 5 | 4:10 | 111      |
| 07. | Schachklub Turm a Sprénger Matt Schëffleng (N) | 7  | 2 | 0 | 5 | 4:10 | 89       |
| 08. | Esch Rochade Reine                             | 7  | 0 | 1 | 6 | 1:13 | 83       |

### Entscheidungen
|     | Teilnehmer am Poule Haute: Gambit Bonnevoie, The Smashing Pawns Bieles, De Sprénger Echternach, Cercle d'échecs Dudelange |
|     | Teilnehmer am Poule Basse: Le Cavalier Differdange, Schachklub Turm a Sprénger Matt Schëffleng, Esch Rochade Reine        |
|     | Disqualifikation: Luxembourg 1915                                                                                         |
| (M) | Meister der letzten Saison                                                                                                |
| (N) | Aufsteiger der letzten Saison                                                                                             |

### Kreuztabelle
| Ergebnisse | Ergebnisse                                 | 01. | 02. | 03. | 04. | 05. | 06. | 07. | 08. |
| ---------- | ------------------------------------------ | --- | --- | --- | --- | --- | --- | --- | --- |
| 01.        | Gambit Bonnevoie                           |     | 17  | 21  | 20  | 23  | 20  | 22  | 21  |
| 02.        | The Smashing Pawns Bieles                  | 15  |     | 19  | 17  | 23  | 17  | 23  | 23  |
| 03.        | De Sprénger Echternach                     | 11  | 13  |     | 19  | 21  | 17  | 24  | 21  |
| 04.        | Cercle d'échecs Dudelange                  | 12  | 15  | 13  |     | 16  | 17  | 19  | 16  |
| 05.        | Luxembourg 1915                            | 9   | 9   | 10  | 16  |     | 19  | 11  | 19  |
| 06.        | Le Cavalier Differdange                    | 12  | 15  | 15  | 15  | 13  |     | 21  | 20  |
| 07.        | Schachklub Turm a Sprénger Matt Schëffleng | 10  | 9   | 8   | 13  | 20  | 11  |     | 18  |
| 08.        | Esch Rochade Reine                         | 11  | 8   | 10  | 16  | 13  | 12  | 13  |     |

## Endrunde

### Poule Haute
Bonnevoie hatte zwar aus der Vorrunde die beste Ausgangsposition, lag aber nach zwei Niederlagen vor der Schlussrunde nur noch auf dem zweiten Platz hinter The Smashing Pawns Bieles. Durch einen Sieg gegen den direkten Konkurrenten sicherte sich Bonnevoie doch noch den Titel.

#### Endtabelle
| Pl. | Verein                     | Sp | G | U | V | MP   | Brett-P. |
| --- | -------------------------- | -- | - | - | - | ---- | -------- |
| 01. | Gambit Bonnevoie           | 10 | 8 | 0 | 2 | 16:4 | 189      |
| 02. | The Smashing Pawns Bieles  | 10 | 8 | 0 | 2 | 16:4 | 188      |
| 03. | De Sprénger Echternach (M) | 10 | 7 | 0 | 3 | 14:6 | 179      |
| 04. | Cercle d'échecs Dudelange  | 10 | 3 | 2 | 5 | 8:12 | 152      |

#### Entscheidungen
|     | Luxemburgischer Meister: Gambit Bonnevoie |
| (M) | Meister der letzten Saison                |

#### Kreuztabelle
| Ergebnisse | Ergebnisse                | 01. | 02. | 03. | 04. |
| ---------- | ------------------------- | --- | --- | --- | --- |
| 01.        | Gambit Bonnevoie          |     | 17  | 14  | 14  |
| 02.        | The Smashing Pawns Bieles | 15  |     | 17  | 19  |
| 03.        | De Sprénger Echternach    | 18  | 15  |     | 20  |
| 04.        | Cercle d'échecs Dudelange | 18  | 13  | 11  |     |

### Poule Basse
Bereits nach der ersten Runde stand Esch Rochade Reine als Absteiger fest.

#### Endtabelle
| Pl. | Verein                                         | Sp | G | U | V | MP   | Brett-P. |
| --- | ---------------------------------------------- | -- | - | - | - | ---- | -------- |
| 05. | Le Cavalier Differdange                        | 9  | 4 | 0 | 5 | 8:10 | 145      |
| 06. | Schachklub Turm a Sprénger Matt Schëffleng (N) | 9  | 3 | 0 | 6 | 6:12 | 124      |
| 07. | Esch Rochade Reine                             | 9  | 0 | 1 | 8 | 1:17 | 108      |

#### Entscheidungen
|     | Absteiger in die Promotion d'honneur: Esch Rochade Reine |
| (N) | Aufsteiger der letzten Saison                            |

#### Kreuztabelle
| Ergebnisse | Ergebnisse                                 | 05. | 06. | 07. |
| ---------- | ------------------------------------------ | --- | --- | --- |
| 05.        | Le Cavalier Differdange                    |     | 17  | 17  |
| 06.        | Schachklub Turm a Sprénger Matt Schëffleng | 15  |     | 20  |
| 07.        | Esch Rochade Reine                         | 15  | 10  |     |

## Die Meistermannschaft
| 1.            | Gambit Bonnevoie |
| Schachfiguren | Vitaly Kunin, Jure Borišek, Matej Šebenik, Marko Tratar, Michael Hoffmann, Olaf Heinzel, Amadeus Eisenbeiser, Rosen Jordanow Rusew, Stephen Dishman, Andy Marechal, Slobodan Filipović, Óskar Bjarnason, Jan Bednarich, Timothy Upton, Zoran Stanić, Pierre Christen, Nikolaos Komninos, Henri Meyer, Geoffrey Stern. |